# Cruïlles de Sicília
Els Cruïlles de Sicília (Cruillas o Cruyllas, com són coneguts a Sicília) van ser una nissaga noble catalana establerta a Sicília provinent del llinatge català dels Cruïlles, relacionats amb la vila de Cruilles, a l'Empordà, Catalunya. És aquesta una nissaga molt vinculada a la corona reial catalana.
Se sap que els Cruïlles van arribar a Sicília durant el període de dominació catalana, després que el rei català Pere el Gran creà el Regne de Sicilia, a partir de les Vespres Sicilianes. Aquesta conquesta de Sicília fou exclusivament catalana, atès que el regne d'Aragó no hi va participar. Els Cruïlles catalans van obtenir amplis feus a la Vall de Noto, especialment entre Lentini i Vizzini.
Amb Pere el Cerimoniós, la nissaga siciliana dels Cruïlles va tenir un paper destacat a mitjans del segle xiv gràcies a l'almirall català Gilabert de Cruïlles, que a més de ser nomenat pel rei cap de l'exèrcit també fou un important diplomàtic.
Una altra important personalitat d'aquesta nissaga catalana fou Berenguer de Cruïlles, nascut a Peratallada, Catalunya, el 1310 i mort a Barcelona, Catalunya, el 1362, que fou fill de Bernat de Cruïlles i de Peratallada i de Gueraua de Cabrera. Aquest personatge fou bisbe de Girona (1349–1362) i el primer President de la Generalitat de Catalunya (1359–1362).
Pel que fa a la branca siciliana de la família, l'any 1402, Giovanni (Jaume) de Cruïlles fou nomenat governador de Messina. En aquest període, una branca de la família es va traslladar a Palerm, obtenint terres com a feu sobre les quals ara es troba el districte de Palerm de Niccolò Amato di Sciacca.
Els Cruïlles o Cruyllas de Sicília, a més a més, foren barons de Francofonte. El 1396 obtingueren la baronia de Calatabiano (Catalabiano, en català), atorgada a un Berenguer de Cruïlles que fou virrei de Sicília l'any 1391, a més de camarlenc reial. Amb Gerard de Queralt, Berenguer fou ambaixador dels Martini (Martí) el 1391, a la cort catalana.
El darrer dels Cruyllas o Cruïlles de Sicília fou Giobanni (Jaume) de Cruïlles, fill de Berenguer de Cruïlles. Una vegada extingida la nissaga, el títol nobiliari passa a la família dels Montcada i després a la dels Gravina.
Quan Girolamo Gravina, IV baró de Palagonia, l'any 1531 es va casar amb la Comtessa Moncada Cruyllas (Montcada Cruïlles), la darrera hereva de la família, els Gravina-Cruilla, van esdevenir propietaris d'un gran patrimoni territorial. Van ser reconeguts amb el títol de prínceps de Palagonia. Al segle xviii dC, s'edificà l'actual Palazzo Gravina Cruyllas, seu actual del Museu Cívic Bellini i del Museu Emilio Greco de Catània. A la Capella del Sagrament, de la Catedral de Catània, hi ha un important monument a la família Cruïlles, datat del segle xviii dC.